# Ellen Gulbranson
Ellen Gulbranson, z domu Norgren (ur. 4 marca 1863 w Sztokholmie, zm. 2 stycznia 1947 w Oslo) – szwedzka śpiewaczka operowa, sopran.

## Życiorys
Ukończyła konserwatorium w Sztokholmie, następnie była uczennicą Mathilde Marchesi w Paryżu. Debiutowała w 1886 roku w Sztokholmie jako śpiewaczka koncertowa, w 1889 roku kreowała tam też swoją pierwszą rolę operową – Amneris w Aidzie Giuseppe Verdiego. Początkowo śpiewała mezzosopranem, później przekształciła swój głos w sopran. W 1896 roku wystąpiła w roli Brunhildy w Pierścieniu Nibelunga na festiwalu w Bayreuth, powtarzając ją tam później rokrocznie do 1914 roku. Występowała m.in. w Paryżu, Berlinie, Londynie i Amsterdamie. Należała do czołowych sopranów wagnerowskich swojej epoki, do jej popisowych ról obok Brunhildy należała Kundry w Parsifalu. W 1915 roku zakończyła karierę sceniczną.
Zachowało się kilka słabej jakości nagrań jej głosu zarejestrowanych dla Edison Records i Pathé.